# Mass Effect: Paragon Lost
Mass Effect: Paragon Lost ist ein Animationsfilm zur Computerspielreihe Mass Effect. Es handelt sich um eine Gemeinschaftsproduktion der Unternehmen BioWare, Funimation und T.O Entertainment, animiert wurde der Film von Production I.G. Der Film wurde am 29. November 2012 in Edmonton und einigen ausgewählten US-amerikanischen Kinos uraufgeführt und im Dezember als Download in den Spielenetzwerken Xbox Live und PlayStation Network sowie auf Blu-ray und DVD veröffentlicht. Eine deutsche Fassung erschien am 26. April 2013 im Vertrieb durch das Unternehmen WVG Medien.

## Handlung
Der Film spielt kurz vor bzw. parallel zu den Ereignissen des Spiels "Mass Effect 2". Im Mittelpunkt steht der Marine James Vega, der auch als Begleitcharakter in Mass Effect 3 auftritt. Der Film beleuchtet ein Ereignis aus Vegas Vergangenheit. Auf einer fernen Kolonie muss er als Anführer einer Spezialeinheit die Angriffe feindlicher Invasoren namens Die Kollektoren abwehren, die die Bewohner des Planeten bedrohen.

## Synchronisation
Die deutsche Synchronisation wurde von Splendid Synchron unter der Regie von Frank Schröder durchgeführt.
| Rolle               | Engl. Sprecher     | Dt. Sprecher         |
| ------------------- | ------------------ | -------------------- |
| Lt. James Vega      | Freddie Prinze Jr. | Jan-David Rönfeldt   |
| Kamille             | Laura Bailey       | Melanie Hinze        |
| Nicky               | Josh Grelle        | David Turba          |
| Milque              | Todd Haberkorn     | Matthias Deutelmoser |
| Essex               | Eric Vale          | Tobias Nath          |
| Mason               | Marc Swint         | Oliver Siebeck       |
| Cpt. Toni           | Travis Willingham  | Jörg Hengstler       |
| Treeya              | Monica Rial        | Dascha Lehmann       |
| Messner             | Vic Mignogna       | Frank Schröder       |
| April               | Jad Saxton         |                      |
| Christine           | Kara Edwards       | Katrin Zimmermann    |
| Archuk              | Jason Douglas      |                      |
| Brood               | Justin Cook        | Klaus Lochthove      |
| Cpt. David Anderson | Patrick Seitz      | Dieter B. Gerlach    |
| Dr. Liara T'Soni    | Jamie Marchi       | Britta Steffenhagen  |
| Admiral Hackett     | Bruce Carey        | Eberhard Haar        |